# Stephens-islandwinterkoning
De Stephens-islandwinterkoning (Traversia lyalli synoniem: Xenicus lyalli) is een uitgestorven zangvogel. De vogel kon niet vliegen. Hij leefde op het kleine Stephens Island in de Cookstraat bij Nieuw-Zeeland.

## Beschrijving
Lionel Walter Rothschild beschreef deze soort in 1894 als Traversia lyalli, waarvoor hij het nieuwe geslacht Traversia creëerde. Hij noemde ze naar de vuurtorenwachter Lyall op Stephens-eiland. Vier maanden later beschreef Walter Lawry Buller dezelfde soort als Xenicus islandicus.

## Uitsterven
De totale populatie zou uitgeroeid zijn door de kat van de vuurtorenwachter in 1894. Alle specimens waarop de beschrijving van de soort was gebaseerd, waren gevangen door dit dier. De vuurtorenwachter had de vogel ontdekt en kende hem niet, maar het duurde vrij lang voordat de vogel was geïdentificeerd als een nieuwe zangvogel. In de tussentijd had de kat de hele populatie uitgemoord. De Stephens-Islandwinterkoning is de enige gedocumenteerde diersoort waarvan bekend is dat hij niet door de mens, maar door de huiskat is uitgeroeid. Rothschild vermoedde dat de soort vroeger wellicht ook op andere eilanden en op Nieuw-Zeeland zelf voorkwam maar daar reeds was uitgeroeid door ratten, katten en andere plagen.